# Reginald Owen
John Reginald Owen (Wheathampstead, 5 augustus 1887 – Boise, 5 november 1972) was een Engels acteur.
Hij acteerde sinds 1911 en verhuisde naar de Verenigde Staten in 1920 om te werken op Broadway. Uiteindelijk verhuisde hij naar Hollywood om te acteren tot zijn dood in 1972. Hij stierf aan een hartaanval.

## Filmografie (selectie)
- 1971: Bedknobs and Broomsticks
- 1964: Mary Poppins
- 1963: The Thrill of It All
- 1962: Five Weeks in a Balloon
- 1950: Kim
- 1949: The Secret Garden
- 1948: Hills of Home
- 1948: The Three Musketeers
- 1948: Julia Misbehaves
- 1948: The Pirate
- 1947: Green Dolphin Street
- 1945: Captain Kidd
- 1945: The Valley of Decision
- 1944: National Velvet
- 1944: The Canterville Ghost
- 1943: Madame Curie
- 1943: Above Suspicion
- 1942: Reunion in France
- 1942: Random Harvest
- 1942: White Cargo
- 1942: Somewhere I'll Find You
- 1942: Mrs. Miniver
- 1942: Woman of the Year
- 1941: Tarzan's Secret Treasure
- 1941: They Met in Bombay
- 1941: A Woman's Face
- 1938: A Christmas Carol
- 1938: Everybody Sing
- 1937: Conquest
- 1937: The Bride Wore Red
- 1937: Personal Property
- 1936: Love on the Run
- 1936: The Great Ziegfeld
- 1936: Rose-Marie
- 1935: Anna Karenina
- 1935: The Good Fairy
- 1934: Of Human Bondage
- 1933: Queen Christina
- 1931: Platinum Blonde

- Bibsys: 99014359
- Biblioteca Nacional de España: XX1534510
- Bibliothèque nationale de France: cb14213176h (data)
- Catàleg d'autoritats de noms i títols de Catalunya: 981058508371306706
- Gemeinsame Normdatei: 1206558172
- International Standard Name Identifier: 0000 0001 1780 9998
- Library of Congress Control Number: n85151609
- Nationale Bibliotheek van Israël: 987007460469505171
- Nederlandse Thesaurus van Auteursnamen: 113893345
- SNAC: w6m08pms
- Système universitaire de documentation: 078753538
- Virtual International Authority File: 121596873
- WorldCat: E39PBJfmjqKm9DWGMfyk3PxdQq